# Burgårdsparken
Burgårdsparken är en park i stadsdelen Heden i centrala Göteborg. Den anlades i början av 1800-talet, men har anor från 1600-talet. Arealen är omkring 3,5 hektar. 
Parken är belägen intill Evenemangsstråket, men separeras från Skånegatan av ett antal byggnader, bland annat Norska sjömanskyrkan och Filmstaden Bergakungen. Parkens övriga gränser utgörs av Levgrensvägen i norr, Valhallavägen i söder och Valhalla idrottsplats i öster. Gångvägen genom Burgårdsparken i nord-sydlig riktning fick namnet Katrinelundsstigen 2019.
Sevärdhet är ett välbevarat gammalt landeri, Stora Katrinelund. I Burgårdsparken ligger sedan 2008 en actionpark.

### Webbkällor
”Karta över basområden och primärområden i Centrum, Göteborg” (PDF). goteborg.se. http://www4.goteborg.se/prod/G-info/statistik.nsf/5b5fb2c31bbffacfc1256ce9002beea8/b6b2e998025d3063c1256d100030111c/$FILE/7%20Centrum.pdf. Läst 29 september 2009.